# Bolzano Vicentino
Bolzano Vicentino – miejscowość i gmina we Włoszech, w regionie Wenecja Euganejska, w prowincji Vicenza.
Według danych na rok 2004 gminę zamieszkiwało 5455 osób, 287,1 os./km².